# Kepler-61
Kepler-61 là một ngôi sao dãy chính loại K cách Trái đất khoảng 1.100 năm ánh sáng trong chòm sao Thiên Nga. Nó nằm trong tầm nhìn của tàu vũ trụ Kepler, vệ tinh mà Sứ mệnh Kepler của NASA đã sử dụng để phát hiện các hành tinh có thể đang chuyển qua các ngôi sao của chúng. Vào ngày 24 tháng 4 năm 2013, người ta đã công bố rằng ngôi sao này có một hành tinh ngoài hệ mặt trời (Siêu Trái Đất) quay quanh rìa bên trong của khu vực có thể ở được, được đặt tên là Kepler-61b.

## Hệ hành tinh
| Thiên thể đồng hành (thứ tự từ ngôi sao ra) | Khối lượng | Bán trục lớn (AU) | Chu kỳ quỹ đạo (ngày) | Độ lệch tâm | Độ nghiêng | Bán kính       |
| ------------------------------------------- | ---------- | ----------------- | --------------------- | ----------- | ---------- | -------------- |
| b                                           | 6.65 M🜨    | 0.26              | 59.87756              | <0.25       | >89.80°    | 2.15 ± 0.13 R🜨 |